# Aeolia
Aeolia is het tweede album van de Noorse progressieve metalband Leprous, uitgebracht in 2006.